# Ferrières-le-Lac
Ferrières-le-Lac é uma comuna francesa na região administrativa de Borgonha-Franco-Condado, no departamento de Doubs. Estende-se por uma área de 2,47 km². Em 2010 a comuna tinha 180 habitantes (densidade: 72,9 hab./km²).